# Bazart
Bazart is een indie-popgroep uit België. De band maakt Nederlandstalige muziek. Bazart werd opgericht door zanger Mathieu Terryn en zanger-gitarist Simon Nuytten. Naar eigen zeggen probeert de band popmuziek in het Nederlands populair te maken onder het Belgische publiek. Bazart won verschillende MIA's: vijf in 2016, twee in 2017 en één in 2021.

## Geschiedenis

### Oprichting,Meer dan ooiten doorbraak (2012-2016)
Bazart werd in 2012 opgericht in Gent door zanger Mathieu Terryn en zanger-gitarist Simon Nuytten. Later sloten bassist Tom Goovaerts, drummer Jonas Goeteyn en toetsenist Oliver Symons zich aan bij de band. De ep Meer dan ooit werd nog in hetzelfde jaar op 9 maart uitgegeven. Op 13 november 2015 volgde de ep Bazart. Goovaerts was toen vervangen door Daan Schepers en Jonas Goeteyn door Robbe Vekeman.
De single Goud betekende de doorbraak voor Bazart. Het nummer werd een succes in verschillende Vlaamse hitlijsten; zo verscheen het tweemaal in de top 10 van De Afrekening van Studio Brussel en kwam de single op -1 (de hoogste positie) terecht in de Graadmeter van Pinguin Radio. Ook in Nederland werd de single opgemerkt: op 11 april 2016 werd Goud uitgeroepen tot Single van de Week door 3voor12. Goud stond uiteindelijk bijna een jaar genoteerd in de Vlaamse Ultratop 50 en 45 weken in de top 10 van de Vlaamse Top 50, waarmee een record gebroken werd. De single werd in Vlaanderen bekroond met platina.
Op 26 juni 2016 bracht de band de single Chaos uit. Ook deze single bereikte, op 13 augustus 2016, de hoogste positie van De Afrekening en op 14 augustus 2016 van de Graadmeter. In 2016 stond Bazart op vele festivals in België en Nederland waaronder Rock Werchter en Pinkpop. De band werd uitgeroepen tot Strafste Gentenaar 2016 in de categorie muziek.

### Echo(2016-2017)
Op 30 september 2016 kwam hun debuutalbum Echo uit. Deze stelde de band een week later voor met twee uitverkochte shows in de AB in Brussel. Het album bereikte na een week de eerste plaats in de Ultratop 200 albums, waarmee opnieuw een record gebroken werd. De single Nacht werd op 18 december Bazarts derde op rij die de hoogste positie in de Graadmeter bereikte. In 2017 volgde een drukke festivalzomer met onder andere een optreden op de Lokerse Feesten en Suikerrock.

### 2(2018-2021)
In september 2018 verscheen het tweede album van Bazart, met de toepasselijke titel 2. Het behaalde net als Echo de nummer 1-positie in de Vlaamse albumlijst. De eerste single van het album, Grip (omarm me), haalde de top 10 van de Ultratop 50 en werd onderscheiden met een gouden plaat. In het najaar van 2018 stond de groep in een uitverkocht Sportpaleis in Antwerpen en Paradiso in Amsterdam. In december 2018 kwam de single Onder ons uit, een samenwerking met de Nederlandse zangeres Eefje de Visser. Bazart opende het hoofdpodium op Pinkpop 2019, waarbij De Visser meezong met Onder ons. Met de single Maanlicht, die in het najaar van 2019 verscheen, stond Bazart 16 weken op nummer 1 in de Vlaamse Top 50.

### Onderweg (2021)

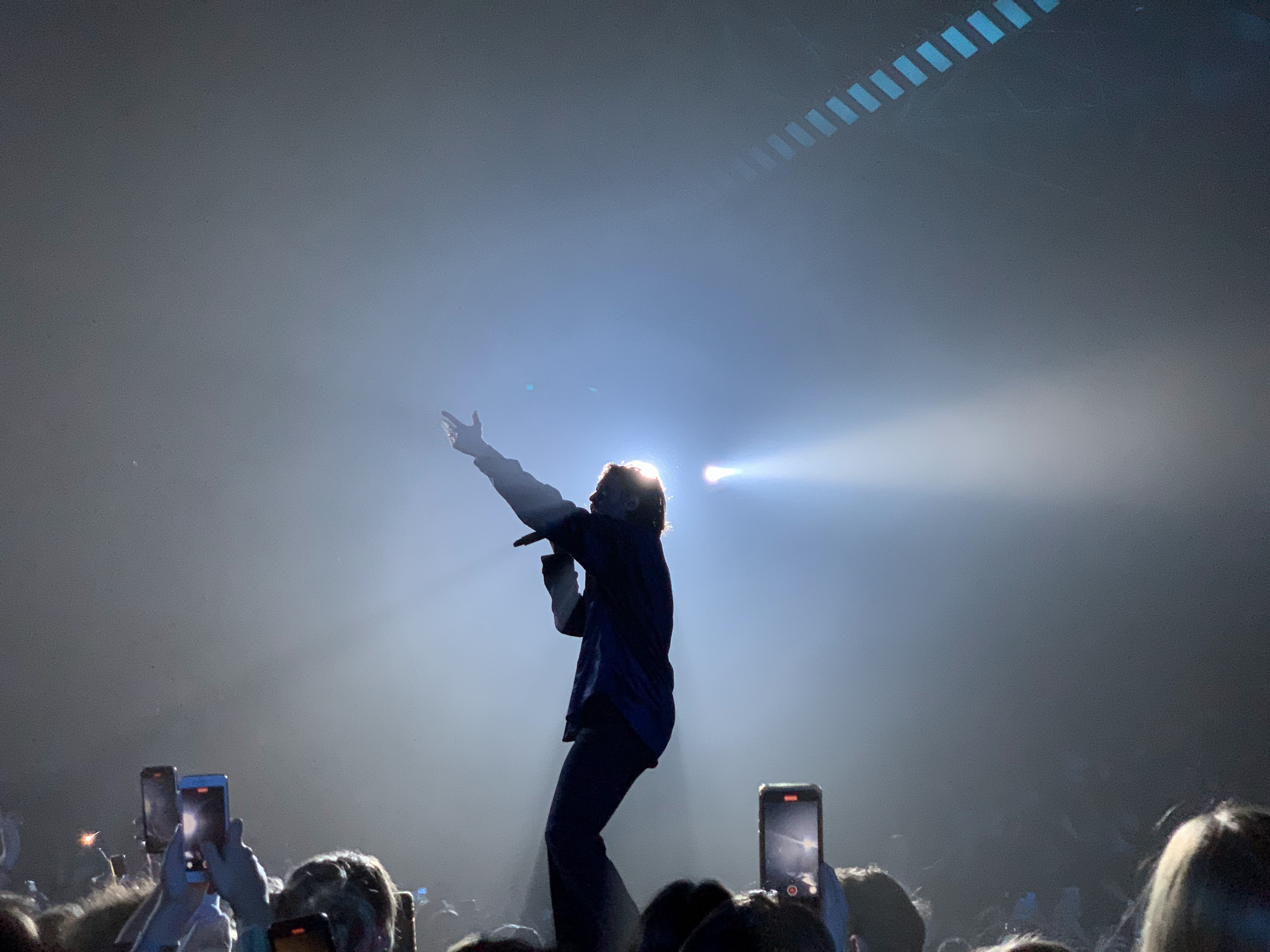
Mathieu Terryn tijdens het brengen van Onderweg.

Op 4 juni 2021 kwam het langverwachte derde album Onderweg van de band uit. Het album bevat tien nummers, waarvan Alles of niets, Denk maar niet aan morgen en Anders al eerder als singles waren verschenen. Denk maar niet aan morgen stond bijna een half jaar in de Vlaamse Ultratop genoteerd en behaalde de platinastatus. Met Anders bereikte Bazart opnieuw de eerste plaats van de Vlaamse Top 30. In het najaar van 2021 volgde nog de single Onderweg, een samenwerking met S10.
Na bijna twee jaar niet optreden te hebben vanwege de coronapandemie gaf de band in november 2021 twee uitverkochte concerten in de Antwerpse Lotto Arena. In 2022 volgde weer een festivalzomer en lanceerde de groep een eigen platenlabel, genaamd Echo, bedoeld om eigen muziek op uit te brengen maar ook om nieuwe talenten een platform te bieden. De eerste single die op dit label verscheen was Van God los, een cover van een hit van Monza uit 2001. Mario Goossens, voormalig drummer van Monza, was toen al enige tijd bij Bazart betrokken als drummer tijdens liveconcerten.
In het voorjaar van 2023 bereikte de single Geef mij alles de eerste plaats van De Verlanglijst van radiozender 3FM, waarmee Bazart voor het eerst een nummer 1-hit in Nederland scoorde.
In de zomer van 2023 kwam de single Blijf nog even hier, samen met de Nederlandse zanger Guusje. Hij is ook de eerste artiest op hun label. Eind 2023 volgde ook nog een concert (ECHO Festival) in het Sportpaleis. Daar nodigden ze nog gasten uit: Noordkaap, MEROL, Pommelien en Guusje. De show werd ook gepresenteerd door Alex Agnew en Andries Beckers. 
Op 22 december 2023 bracht Bazart een samenwerking uit met Pommelien Thijs, Hou Mij Vast.

## Onderscheidingen
Bazart werd verschillende keren onderscheiden bij de Music Industry Awards (MIA's). In 2016 (uitreiking op 2 februari 2017) was de groep genomineerd voor zeven MIA's en verzilverde er vijf: Hit van het jaar, Beste Nederlandstalig, Beste doorbraak, Beste pop en Beste groep. Enkel in de categorieën Beste album en Beste live-act grepen ze naast de hoofdprijs. In 2017 (uitreiking op 30 januari 2018) was de groep in drie categorieën (Pop, Beste groep en Nederlandstalig) genomineerd, waarvan de laatste twee gewonnen werden. Voor de MIA's van 2021 (uitreiking op 30 april 2022) werd Bazart genomineerd voor Beste Pop en Beste groep en verzilverden ze de laatstgenoemde categorie.

## Discografie

### Albums
| Album met eventuele hitnotering(en) in de Nederlandse Album Top 100 | Datum van verschijnen | Datum van binnenkomst | Hoogste positie | Aantal weken | Opmerkingen |
| ------------------------------------------------------------------- | --------------------- | --------------------- | --------------- | ------------ | ----------- |
| Meer dan ooit                                                       | 2012                  | -                     |                 |              | ep          |
| Bazart                                                              | 2015                  | -                     |                 |              | ep          |
| Echo                                                                | 2016                  | 15-10-2016            | 92              | 2            |             |
| Echo live                                                           | 2017                  | -                     |                 |              |             |

| Album met hitnotering(en) in de Vlaamse Ultratop 200 albums | Datum van verschijnen | Datum van binnenkomst | Hoogste positie | Aantal weken | Opmerkingen |
| ----------------------------------------------------------- | --------------------- | --------------------- | --------------- | ------------ | ----------- |
| Bazart                                                      | 20-11-2015            | 23-04-2016            | 42              | 26           | ep          |
| Echo                                                        | 30-09-2016            | 08-10-2016            | 1 (4wk)         | 117          | Platina     |
| Echo live                                                   | 01-12-2017            | 09-12-2017            | 71              | 1            |             |
| 2                                                           | 21-09-2018            | 29-09-2018            | 1 (1wk)         | 73           | Goud        |
| Onderweg                                                    | 04-06-2021            | 12-06-2021            | 3               | 73           |             |

### Singles
| Single met hitnotering(en) in de Vlaamse Ultratop 50 | Datum van verschijnen | Datum van binnenkomst | Hoogste positie | Aantal weken | Opmerkingen                                                                                 |
| ---------------------------------------------------- | --------------------- | --------------------- | --------------- | ------------ | ------------------------------------------------------------------------------------------- |
| Tunnels                                              | 12-06-2015            | 20-06-2015            | tip36           | -            |                                                                                             |
| Goud                                                 | 28-09-2015            | 20-02-2016            | 12              | 50           | Nr. 1 in de Vlaamse top 30 van Ultratop Platina                                             |
| Chaos                                                | 26-06-2016            | 09-07-2016            | 8               | 21           | Nr. 1 (13wk) in de Vlaamse top 30 van Ultratop Goud                                         |
| Nacht                                                | 30-09-2016            | 19-11-2016            | 18              | 20           | Nr. 1 (2wk) in de Vlaamse top 30 van Ultratop                                               |
| Lux                                                  | 21-04-2017            | 20-05-2017            | 36              | 9            | Nr. 1 (1wk) in de Vlaamse top 30 van Ultratop                                               |
| Voodoo (The Subs remix)                              | 13-10-2017            | 28-10-2017            | 37              | 5            |                                                                                             |
| Grip (omarm me)                                      | 10-08-2018            | 18-08-2018            | 7               | 18           | Nr. 1 (7wk) in de Vlaamse top 30 van Ultratop Nr. 1 in de Radio 2 Top 30 MNM Big Hit / Goud |
| Onder ons                                            | 06-12-2018            | 15-12-2018            | 17              | 15           | met Eefje de Visser Nr. 1 (3wk) in de Vlaamse top 30 van Ultratop                           |
| Maanlicht                                            | 22-11-2019            | 30-11-2019            | 11              | 19           | Nr. 1 in de Vlaamse top 30 van Ultratop / Nr. 9 in de Radio 2 Top 30                        |
| Alles of niets                                       | 10-04-2020            | 25-04-2020            | 26              | 11           | Nr. 3 in de Vlaamse top 30 van Ultratop                                                     |
| Denk maar niet aan morgen                            | 09-10-2020            | 17-10-2020            | 8               | 25           | Nr. 2 in de Vlaamse top 30 van Ultratop Platina                                             |
| Anders                                               | 05-05-2021            | 15-05-2021            | 8               | 21           | 1 week op nr. 1 in de Vlaamse Top 50                                                        |
| Onderweg                                             | 01-10-2021            | 09-10-2021            | 13              | 16           | met S10 Nr. 1 (1wk) in de Vlaamse Top 30                                                    |
| Van God los                                          | 30-09-2022            | 15-10-2022            | 26              | 12           | cover van gelijknamig nummer van Monza Nr. 4 in de Vlaamse top 30 van Ultratop              |
| Geef mij alles                                       | 10-02-2023            | 18-02-2023            | 12              | 15           | Nr. 2 in de Vlaamse Top 30                                                                  |
| Blijf nog even hier                                  | 26-05-2023            | 10-06-2023            | 10              | 22           | met Guusje / Nr. 2 in de Vlaamse top 30 van Ultratop MNM Big Hit / Goud                     |
| Hou mij vast                                         | 23-12-2023            | 31-12-2023            | 4               | 21           | met Pommelien Thijs / Nr. 1 (2wk) in de Vlaamse top 30 van Ultratop MNM Big Hit / Goud      |